# Букрово (Тверская область)
Букрово — деревня в сельском поселении «Паньково» Старицкого района Тверской области России.

## Географическое положение
Деревня расположена у речки Городенке.

## История
В середине XIX века казённая деревня Букрова относилась к I стану Старицкого уезда Тверской губернии. В деревне имелось 5 крестьянских дворов, проживало 34 человека (16 мужчин и 18 женщин).

## Население
| 2008 | 2010 |
| ---- | ---- |
| 0    | →0   |